# Vellavi

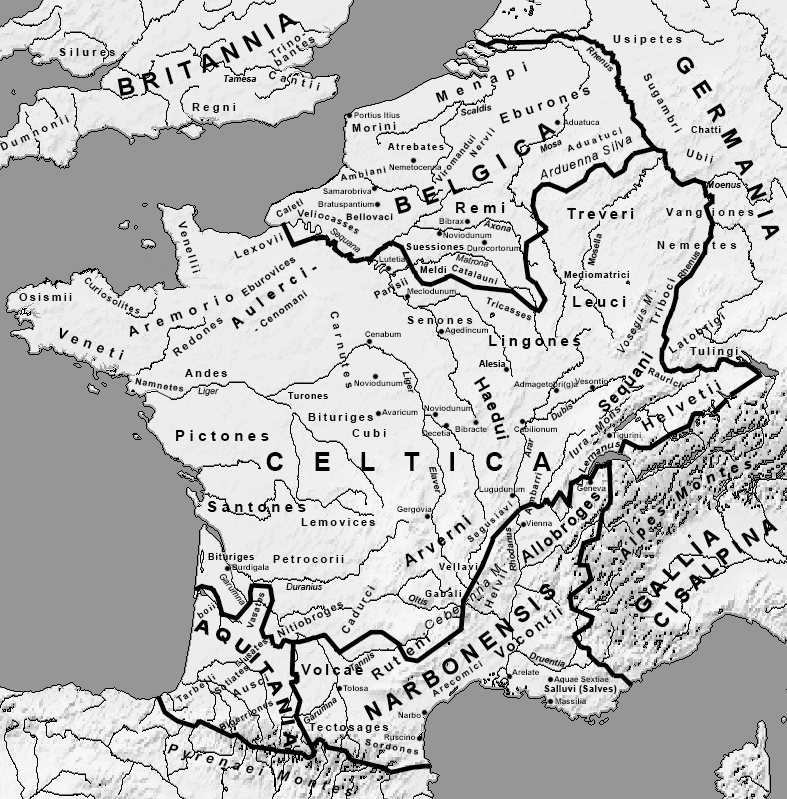
Vellavi, ubicati a sud degli Arverni.

I Vellavi erano un popolo della Gallia che viveva nella regione di Le Puy-en-Velay (Alvernia), che al tempo della conquista romana si trovava al confine con la Gallia Narbonense.